# Фудбалска репрезентација Мадагаскара
Фудбалска репрезентација Мадагаскара (фр. Équipe de Madagascar de football; малг. Madagasikara ekipa mpilalao baolina kitra) национални је фудбалски тим који на међународној фудбалској сцени представља афричку државу Мадагаскар (у периоду 1958−1975. познату под именом Малгашка Република). Делује под ингеренцијом Фудбалског савеза Мадагаскара који је основан 1961, а у пуноправном чланству КАФ и ФИФА је од 1963, односно од 1964. године.
Репрезентација је позната под надимком Barea (Бареа је врста аутохтоног говечета из реда Зебуа, национални симбол Мадагаскара), националне боје су зелена, црвена и бела, а своје домаће утакмице тим игра на Стадиону Махамасина у Антананариву капацитета око 22.000 места. ФИФА кôд земље је MAD. Најбољи пласман на ФИФа ранг листи репрезентација Мадагаскара остварила је у децембру 1992. када је заузимала 74. место, док су најлошији пласман имали у марту 2014. када су заузимали 190. место.
Дана 16. октобра 2018. репрезентација Мадагаскара се квалификовала на Афрички куп нација 2019. победивши Екваторијалну Гвинеју 1:0.

## Резултати на светским првенствима
| ФИФА светско првенство | ФИФА светско првенство    | ФИФА светско првенство    | ФИФА светско првенство    | ФИФА светско првенство    | ФИФА светско првенство    | ФИФА светско првенство    | ФИФА светско првенство    | ФИФА светско првенство    |                           | Квалификације за светска првенства | Квалификације за светска првенства | Квалификације за светска првенства | Квалификације за светска првенства | Квалификације за светска првенства | Квалификације за светска првенства |
| Година                 | Коло                      | Пласман                   | Ут                        | П                         | Н                         | И                         | Гол+                      | Гол-                      | Ут                        | П                                  | Н                                  | И                                  | Гол+                               | Гол-                               |                                    |
| ---------------------- | ------------------------- | ------------------------- | ------------------------- | ------------------------- | ------------------------- | ------------------------- | ------------------------- | ------------------------- | ------------------------- | ---------------------------------- | ---------------------------------- | ---------------------------------- | ---------------------------------- | ---------------------------------- | ---------------------------------- |
| 1930−1938.             | Француска колонија        | Француска колонија        | Француска колонија        | Француска колонија        | Француска колонија        | Француска колонија        | Француска колонија        | Француска колонија        | Француска колонија        | Француска колонија                 | Француска колонија                 | Француска колонија                 | Француска колонија                 | Француска колонија                 |                                    |
| 1950−1970.             | Нису учествовали          | Нису учествовали          | Нису учествовали          | Нису учествовали          | Нису учествовали          | Нису учествовали          | Нису учествовали          | Нису учествовали          | Нису учествовали          | Нису учествовали                   | Нису учествовали                   | Нису учествовали                   | Нису учествовали                   | Нису учествовали                   |                                    |
| 1974.                  | Одустали од квалификација | Одустали од квалификација | Одустали од квалификација | Одустали од квалификација | Одустали од квалификација | Одустали од квалификација | Одустали од квалификација | Одустали од квалификација | Одустали од квалификација | Одустали од квалификација          | Одустали од квалификација          | Одустали од квалификација          | Одустали од квалификација          | Одустали од квалификација          |                                    |
| 1978.                  | Нису учествовали          | Нису учествовали          | Нису учествовали          | Нису учествовали          | Нису учествовали          | Нису учествовали          | Нису учествовали          | Нису учествовали          | Нису учествовали          | Нису учествовали                   | Нису учествовали                   | Нису учествовали                   | Нису учествовали                   | Нису учествовали                   |                                    |
| 1982.                  | Нису се квалификовали     | Нису се квалификовали     | Нису се квалификовали     | Нису се квалификовали     | Нису се квалификовали     | Нису се квалификовали     | Нису се квалификовали     | Нису се квалификовали     | 2                         | 0                                  | 1                                  | 1                                  | 3                                  | 4                                  |                                    |
| 1986.                  | Нису се квалификовали     | Нису се квалификовали     | Нису се квалификовали     | Нису се квалификовали     | Нису се квалификовали     | Нису се квалификовали     | Нису се квалификовали     | Нису се квалификовали     | 2                         | 1                                  | 0                                  | 1                                  | 1                                  | 1                                  |                                    |
| 1990.                  | Нису учествовали          | Нису учествовали          | Нису учествовали          | Нису учествовали          | Нису учествовали          | Нису учествовали          | Нису учествовали          | Нису учествовали          | Нису учествовали          | Нису учествовали                   | Нису учествовали                   | Нису учествовали                   | Нису учествовали                   | Нису учествовали                   |                                    |
| 1994.                  | Нису се квалификовали     | Нису се квалификовали     | Нису се квалификовали     | Нису се квалификовали     | Нису се квалификовали     | Нису се квалификовали     | Нису се квалификовали     | Нису се квалификовали     | 4                         | 3                                  | 0                                  | 1                                  | 7                                  | 3                                  |                                    |
| 1998.                  | Нису се квалификовали     | Нису се квалификовали     | Нису се квалификовали     | Нису се квалификовали     | Нису се квалификовали     | Нису се квалификовали     | Нису се квалификовали     | Нису се квалификовали     | 2                         | 0                                  | 1                                  | 1                                  | 3                                  | 4                                  |                                    |
| 2002.                  | Нису се квалификовали     | Нису се квалификовали     | Нису се квалификовали     | Нису се квалификовали     | Нису се квалификовали     | Нису се квалификовали     | Нису се квалификовали     | Нису се квалификовали     | 10                        | 3                                  | 0                                  | 7                                  | 7                                  | 16                                 |                                    |
| 2006.                  | Нису се квалификовали     | Нису се квалификовали     | Нису се квалификовали     | Нису се квалификовали     | Нису се квалификовали     | Нису се квалификовали     | Нису се квалификовали     | Нису се квалификовали     | 2                         | 0                                  | 1                                  | 1                                  | 3                                  | 4                                  |                                    |
| 2010.                  | Нису се квалификовали     | Нису се квалификовали     | Нису се квалификовали     | Нису се квалификовали     | Нису се квалификовали     | Нису се квалификовали     | Нису се квалификовали     | Нису се квалификовали     | 8                         | 3                                  | 3                                  | 2                                  | 12                                 | 9                                  |                                    |
| 2014.                  | Нису се квалификовали     | Нису се квалификовали     | Нису се квалификовали     | Нису се квалификовали     | Нису се квалификовали     | Нису се квалификовали     | Нису се квалификовали     | Нису се квалификовали     | 2                         | 1                                  | 0                                  | 1                                  | 2                                  | 3                                  |                                    |
| 2018.                  | Нису се квалификовали     | Нису се квалификовали     | Нису се квалификовали     | Нису се квалификовали     | Нису се квалификовали     | Нису се квалификовали     | Нису се квалификовали     | Нису се квалификовали     | 4                         | 1                                  | 2                                  | 1                                  | 7                                  | 7                                  |                                    |
| 2022.                  | Нису се квалификовали     | Нису се квалификовали     | Нису се квалификовали     | Нису се квалификовали     | Нису се квалификовали     | Нису се квалификовали     | Нису се квалификовали     | Нису се квалификовали     | 6                         | 1                                  | 1                                  | 4                                  | 4                                  | 9                                  |                                    |
| 2026.                  | Биће одлучено             | Биће одлучено             | Биће одлучено             | Биће одлучено             | Биће одлучено             | Биће одлучено             | Биће одлучено             | Биће одлучено             | Биће одлучено             | Биће одлучено                      | Биће одлучено                      | Биће одлучено                      | Биће одлучено                      | Биће одлучено                      |                                    |
| Укупно                 |                           | 0/22                      |                           |                           |                           |                           |                           |                           | 42                        | 13                                 | 9                                  | 20                                 | 46                                 | 60                                 |                                    |

## Афрички куп нација
| Успеси на Афричком купу нација | Успеси на Афричком купу нација | Успеси на Афричком купу нација | Успеси на Афричком купу нација | Успеси на Афричком купу нација | Успеси на Афричком купу нација | Успеси на Афричком купу нација | Успеси на Афричком купу нација | Успеси на Афричком купу нација |
| Година                         | Коло                           | Пласман                        | Ут                             | П                              | Н                              | И                              | Гол+                           | Гол-                           |
| ------------------------------ | ------------------------------ | ------------------------------ | ------------------------------ | ------------------------------ | ------------------------------ | ------------------------------ | ------------------------------ | ------------------------------ |
| 1957−1970.                     | Нису учествовали               | Нису учествовали               | Нису учествовали               | Нису учествовали               | Нису учествовали               | Нису учествовали               | Нису учествовали               | Нису учествовали               |
| 1972.                          | Нису се квалификовали          | Нису се квалификовали          | Нису се квалификовали          | Нису се квалификовали          | Нису се квалификовали          | Нису се квалификовали          | Нису се квалификовали          | Нису се квалификовали          |
| 1974.                          | Нису се квалификовали          | Нису се квалификовали          | Нису се квалификовали          | Нису се квалификовали          | Нису се квалификовали          | Нису се квалификовали          | Нису се квалификовали          | Нису се квалификовали          |
| 1976.                          | Одустали од квалификација      | Одустали од квалификација      | Одустали од квалификација      | Одустали од квалификација      | Одустали од квалификација      | Одустали од квалификација      | Одустали од квалификација      | Одустали од квалификација      |
| 1978.                          | Нису учествовали               | Нису учествовали               | Нису учествовали               | Нису учествовали               | Нису учествовали               | Нису учествовали               | Нису учествовали               | Нису учествовали               |
| 1980.                          | Нису се квалификовали          | Нису се квалификовали          | Нису се квалификовали          | Нису се квалификовали          | Нису се квалификовали          | Нису се квалификовали          | Нису се квалификовали          | Нису се квалификовали          |
| 1982.                          | Нису се квалификовали          | Нису се квалификовали          | Нису се квалификовали          | Нису се квалификовали          | Нису се квалификовали          | Нису се квалификовали          | Нису се квалификовали          | Нису се квалификовали          |
| 1984.                          | Нису се квалификовали          | Нису се квалификовали          | Нису се квалификовали          | Нису се квалификовали          | Нису се квалификовали          | Нису се квалификовали          | Нису се квалификовали          | Нису се квалификовали          |
| 1986.                          | Нису се квалификовали          | Нису се квалификовали          | Нису се квалификовали          | Нису се квалификовали          | Нису се квалификовали          | Нису се квалификовали          | Нису се квалификовали          | Нису се квалификовали          |
| 1988.                          | Нису се квалификовали          | Нису се квалификовали          | Нису се квалификовали          | Нису се квалификовали          | Нису се квалификовали          | Нису се квалификовали          | Нису се квалификовали          | Нису се квалификовали          |
| 1990.                          | Одустали од наступа            | Одустали од наступа            | Одустали од наступа            | Одустали од наступа            | Одустали од наступа            | Одустали од наступа            | Одустали од наступа            | Одустали од наступа            |
| 1992.                          | Нису се квалификовали          | Нису се квалификовали          | Нису се квалификовали          | Нису се квалификовали          | Нису се квалификовали          | Нису се квалификовали          | Нису се квалификовали          | Нису се квалификовали          |
| 1994.                          | Нису учествовали               | Нису учествовали               | Нису учествовали               | Нису учествовали               | Нису учествовали               | Нису учествовали               | Нису учествовали               | Нису учествовали               |
| 1996.                          | Одустали током квалификација   | Одустали током квалификација   | Одустали током квалификација   | Одустали током квалификација   | Одустали током квалификација   | Одустали током квалификација   | Одустали током квалификација   | Одустали током квалификација   |
| 1998.                          | Под суспензијом КАФ-а          | Под суспензијом КАФ-а          | Под суспензијом КАФ-а          | Под суспензијом КАФ-а          | Под суспензијом КАФ-а          | Под суспензијом КАФ-а          | Под суспензијом КАФ-а          | Под суспензијом КАФ-а          |
| 2000.                          | Нису се квалификовали          | Нису се квалификовали          | Нису се квалификовали          | Нису се квалификовали          | Нису се квалификовали          | Нису се квалификовали          | Нису се квалификовали          | Нису се квалификовали          |
| 2002.                          | Нису се квалификовали          | Нису се квалификовали          | Нису се квалификовали          | Нису се квалификовали          | Нису се квалификовали          | Нису се квалификовали          | Нису се квалификовали          | Нису се квалификовали          |
| 2004.                          | Нису се квалификовали          | Нису се квалификовали          | Нису се квалификовали          | Нису се квалификовали          | Нису се квалификовали          | Нису се квалификовали          | Нису се квалификовали          | Нису се квалификовали          |
| 2006.                          | Нису се квалификовали          | Нису се квалификовали          | Нису се квалификовали          | Нису се квалификовали          | Нису се квалификовали          | Нису се квалификовали          | Нису се квалификовали          | Нису се квалификовали          |
| 2008.                          | Нису се квалификовали          | Нису се квалификовали          | Нису се квалификовали          | Нису се квалификовали          | Нису се квалификовали          | Нису се квалификовали          | Нису се квалификовали          | Нису се квалификовали          |
| 2010.                          | Нису се квалификовали          | Нису се квалификовали          | Нису се квалификовали          | Нису се квалификовали          | Нису се квалификовали          | Нису се квалификовали          | Нису се квалификовали          | Нису се квалификовали          |
| 2012.                          | Нису се квалификовали          | Нису се квалификовали          | Нису се квалификовали          | Нису се квалификовали          | Нису се квалификовали          | Нису се квалификовали          | Нису се квалификовали          | Нису се квалификовали          |
| 2013.                          | Нису се квалификовали          | Нису се квалификовали          | Нису се квалификовали          | Нису се квалификовали          | Нису се квалификовали          | Нису се квалификовали          | Нису се квалификовали          | Нису се квалификовали          |
| 2015.                          | Нису се квалификовали          | Нису се квалификовали          | Нису се квалификовали          | Нису се квалификовали          | Нису се квалификовали          | Нису се квалификовали          | Нису се квалификовали          | Нису се квалификовали          |
| 2017.                          | Нису се квалификовали          | Нису се квалификовали          | Нису се квалификовали          | Нису се квалификовали          | Нису се квалификовали          | Нису се квалификовали          | Нису се квалификовали          | Нису се квалификовали          |
| 2019.                          | Четвртфинале                   | 6. место                       | 5                              | 2                              | 2                              | 1                              | 7                              | 7                              |
| 2021.                          | Нису се квалификовали          | Нису се квалификовали          | Нису се квалификовали          | Нису се квалификовали          | Нису се квалификовали          | Нису се квалификовали          | Нису се квалификовали          | Нису се квалификовали          |
| 2023.                          | Будући догађај                 | Будући догађај                 | Будући догађај                 | Будући догађај                 | Будући догађај                 | Будући догађај                 | Будући догађај                 | Будући догађај                 |
| Укупно                         | Групна фаза                    | 1/33                           | 5                              | 2                              | 2                              | 1                              | 7                              | 7                              |